# Daniel Hendler
Daniel Hendler (ur. 3 stycznia 1976 w Montevideo) – urugwajski aktor filmowy, teatralny i telewizyjny; również reżyser, scenarzysta i producent filmowy. Pracuje głównie w Argentynie, gdzie mieszka na stałe. Jego role w niezależnych produkcjach w krajach Ameryki Łacińskiej uczyniły z niego najbardziej obiecującego młodego aktora tego regionu świata.

## Życiorys
Studiował aktorstwo w Montevideo. W 1996 rozpoczął karierę sceniczną i związał się z grupą teatralną Acapara El 522. Jest autorem scenariuszy nagradzanych sztuk, które także wyreżyserował. Debiutował na dużym ekranie rolą młodego Żyda Ariela Goldsteina, uwięzionego między tradycyjnym modelem rodziny a pragnieniem poszerzania horyzontów w komediodramacie Daniela Burmana Czekając na Mesjasza (Esperando al mesías, 2000) u boku Imanola Ariasa, za którą został uhonorowany nagrodą od Stowarzyszenia Urugwajskich Krytyków Filmowych dla debiutanta roku.
Kreacja Leche w urugwajskim komediodramacie 25 watów (25 Watts, 2001) ponownie przyniosła mu nagrodę od Stowarzyszenia Krytyków Urugwajskich oraz odebrał nagrodę dla najlepszego aktora na Festiwalu Kina Niezależnego '2001 w Buenos Aires. Za rolę futurystycznego architekta Ezequiela Toledo w thrillerze Na dnie morza (El fondo del mar, 2003) otrzymał nagrodę w Lleida, w środkowej Katalonii, w Hiszpanii. W komedii Daniela Burmana Paszport do raju (El abrazo partido, 2004) zagrał postać Ariela Makaroffa, syna sklepikarki z damską bielizną, którego ojciec porzucił rodzinę, aby walczyć w Izraelu, za którą otrzymał z rąk przewodniczącej jury Frances McDormand nagrodę Srebrnego Niedźwiedzia dla najlepszego aktora na 54. MFF w Berlinie.

## Filmografia

### Filmy
- 2008: Paranoja (Los paranoicos) jako Luciano Gauna
- 2008: La Ronda jako Pedro
- 2007: Zabłąkana narzeczona (Una novia errante) jako Miguel
- 2006: Rodzinna tradycja (Derecho de familia) jako Ariel Perelman
- 2006: Moje pierwsze getto (Cara de queso 'mi primer ghetto') jako Bercovich
- 2005: Samobójcy (Los suicidas) jako Daniel
- 2005: Królowe (Reinas) jako Óscar
- 2004: Whisky jako Martín, młody małżonek
- 2004: Paszport do raju (El abrazo partido) jako Ariel Makaroff
- 2003: Na dnie morza (El fondo del mar) jako Ezequiel Toledo
- 2003: Mujeres en rojo: Despedida
- 2002: Wszystkie stewardessy idą do nieba (Todas las azafatas van al cielo) jako Taxista
- 2002: No sabe no contesta jako David
- 2001: El ojo en la nuca jako Diego
- 2001: Sobota (Sábado) jako Martín
- 2001: 25 watów (25 Watts) jako Leche
- 2000: Czekając na Mesjasza (Esperando al mesías) jako Ariel Goldstein

### Seriale TV
- 2012: Graduados Andrés "Andy" Goddzer
- 2011: Television x la inclusion Andres
- 2011: Los unicos Wilson Castro
- 2011: Cuando me sonreis Adrian
- 2010: Para vestir santos Damián
- 2008: Mujeres Asesinas
- 2008: Aquí no hay quien viva jako Román Bobadilla
- 2004: Sin código jako Lucho
- 2004: Epitafia (Epitafios) jako Gustavo Echeverría